# 2018년 세계 피겨스케이팅 선수권 대회
2018년 세계 피겨 스케이팅 선수권 대회(2018 World Figure Skating Championships)는 이탈리아 밀라노에서 3월 19일부터 3월 25일까지 열린 세계 피겨스케이팅 선수권 대회다.